# Ulrich Bürgi
Ulrich Bürgi (* 25. Dezember 1671 in Villingen; † 17. Juli 1739 im Kloster St. Peter auf dem Schwarzwald) war ein Benediktiner  und Abt.

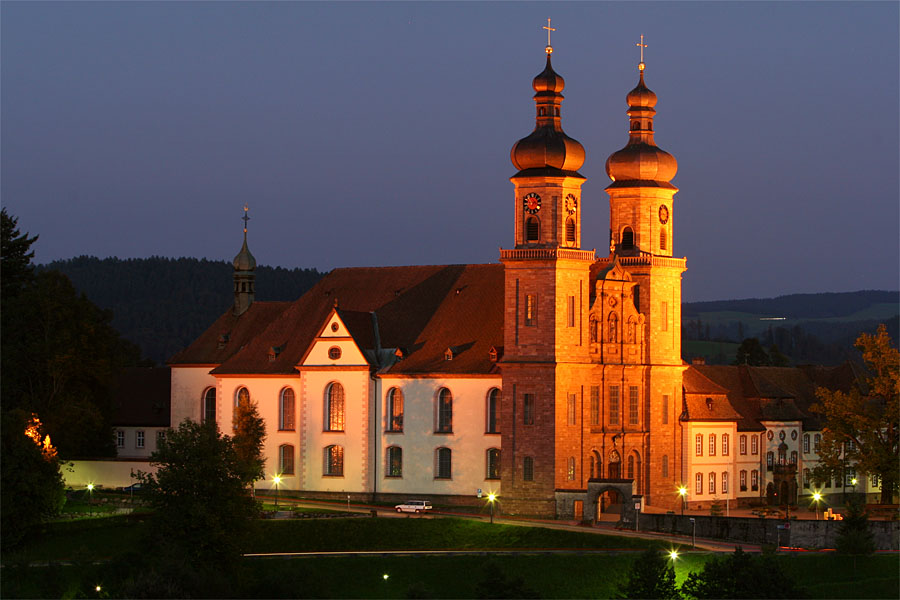
Klosterkirche St. Peter

## Leben und Werk
Seine Profess legte er am 10. August 1688 in St. Peter ab, am 1. Mai 1696 feierte er seine erste Hl. Messe. Am 23. Mai 1719 wurde er zum Abt erwählt. Er war damit gleichzeitig Prior von St. Ulrich im Schwarzwald. Ulrich Bürgi war maßgeblich für die Erbauung der neuen Kirche und der Bibliothek durch Peter Thumb. Für die Bibliothek erwarb er Bücher, die Fertigstellung erlebte er jedoch nicht mehr. Am 21. Juli 1739 wurde er durch den Abt Petrus vom Kloster St. Märgen in der von ihm erbauten Gruft zu St. Peter beigesetzt.

## Werke
Von seinen zahlreichen Schriften sollen nur wenige überdauert haben.
- Rete documentorum ad S. Petrum